# Haliscera alba
Haliscera alba är en nässeldjursart som beskrevs av Ernst Vanhöffen 1902. Haliscera alba ingår i släktet Haliscera och familjen Halicreatidae. Inga underarter finns listade i Catalogue of Life.